# Mélissa Héleine
Mélissa Héleine (ur. 11 lipca 1994) – francuska judoczka. Startowała w Pucharze Świata w latach 2015-2020. Brązowa medalistka mistrzostw Europy w drużynie w 2016. Wygrała igrzyska frankofońskie w 2017. Trzecia na ME U-23 i juniorów w 2014. Mistrzyni Francji w 2019 roku.